# I-1 (1944)
El I-1 (イ-1?) fue un submarino portaaviones del Tipo AM de la Armada Imperial Japonesa cuya construcción no llegó a ser completada antes del fin de la Segunda Guerra Mundial.

## Historial
El diseño I-1, al igual que sus gemelos, estaba basado en el de los Tipo A2, pero se modificaron para poder equipar dos hidroaviones en su hangar. Este ocupaba la línea de crujía, ligeramente desplazado en diagonal hacia estribor por la popa, y debido a su mayor longitud obligó a desplazar a babor la torre de la vela, de un modo análogo al empleado en los Clase I-400.
La construcción del I-1 se inició el 24 de junio de 1943, siendo botado el 10 de junio de 1944. Cuando restaba un 30 % para su finalización, se recibió la orden de cancelar los trabajos en marzo de 1945, con lo que alcanzó el final de la guerra inconcluso. Poco después del fin de las hostilidades, en septiembre de 1945, resultó hundido durante una tormenta. Fue rescatado en 1947 y desguazado ese mismo año.